# رجینالد تیرویت
رجینالد تیرویت (انگلیسی: Reginald Tyrwhitt; ۱۰ مهٔ ۱۸۷۰ – ۳۰ مهٔ ۱۹۵۱) افسر نیروی دریایی پادشاهی بریتانیا بود. در طول جنگ جهانی اول، او به عنوان فرمانده نیروی هارویک خدمت کرد. او رهبری یک نیروی دریایی پشتیبانی متشکل از ۳۱ ناوشکن و دو رزم‌ناو را در نبرد هلیگولند بایت در اوت ۱۹۱۴ بر عهده داشت، که در آن عملیات، اسکادران اول رزم‌ناو جنگی به فرماندهی سر دیوید بیتی، سه رزم‌ناو آلمانی و یک ناوشکن آلمانی را با حداقل تلفات کشتی‌های جنگی متفقین غرق کرد. تیرویت همچنین نیروهای دریایی بریتانیا را در حمله کوکسهاون در دسامبر ۱۹۱۴ و در نبرد دوگر بنک در ژانویه ۱۹۱۵ رهبری کرد، که در آن عملیات، تیرویت دوباره از اسکادران رزم‌ناو جنگی قدرتمند بیتی پشتیبانی کرد.
پس از جنگ، تیرویت به عنوان افسر ارشد نیروی دریایی جبل الطارق، فرمانده اسکادران سوم رزم‌ناو سبک در ناوگان مدیترانه و سپس فرمانده در سواحل اسکاتلند خدمت کرد. او همچنین در دوره‌ای از ناآرامی‌ها و تنش با دولت ملی‌گرا به عنوان فرمانده کل قوا در چین خدمت کرد. آخرین انتصاب او به عنوان فرمانده نور بود.